# Guerre romano-parthique de 58-63
Guerres perso-romaines
La guerre romano-parthique de 58-63 est une guerre entre les Romains et les Parthes pour la suprématie du royaume voisin de l'Arménie. Elle est marquée par la campagne victorieuse de Corbulon en 58-60 et par la contre-offensive parthe en 61-62 qui se termine par la défaite romaine à Rhandeia. En 63, Corbulon est de retour sur le front et le traité de Rhandeia met fin aux hostilités la même année.

## Le contexte de l'affrontement

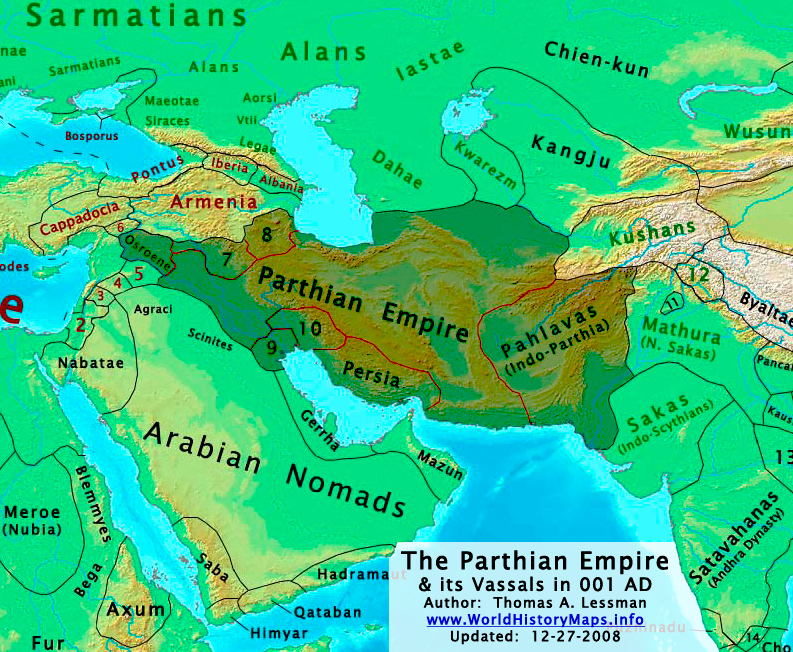
Carte de l'Empire parthe montrant la situation de l'Arménie, État tampon avec l'Empire romain

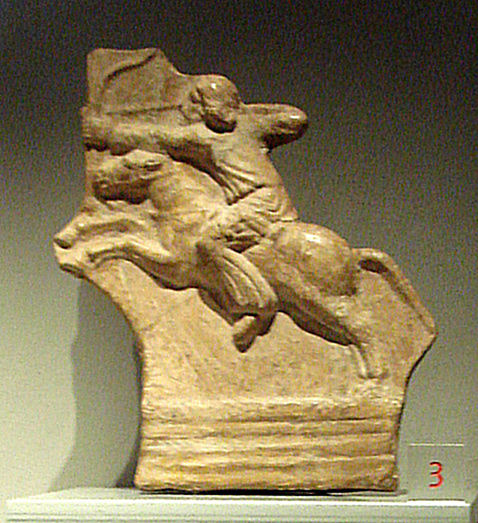
Bas-relief figurant un archer à cheval parthe. Palazzo Madam museum. Turin

L'influence de Rome sera solide en Arménie jusqu'en 37, lorsqu'un candidat soutenu par les Parthes revendique le trône. Jusqu'en 54, coups de force et luttes d'influence se succèdent pour le contrôle de l'Arménie. À cette date, le nouveau roi des Parthes, Vologèse Ier investit les deux capitales, Artaxate et Tigranocerte et met sur le trône son jeune frère Tiridate.
Au même moment, Claude meurt, et son beau-fils Néron devient empereur. L'incrustation des Parthes dans une zone que les Romains regardent comme faisant partie de leur sphère d'influence est considérée comme un test majeur des capacités du nouvel empereur. Aussi, Néron réagit vigoureusement, nomme Cnaeus Domitius Corbulo, commandant suprême en Orient et l'envoie dans les provinces de l'est régler le problème de l'Arménie.

## Manœuvres diplomatiques et préparation militaire
Corbulo se voit confier le contrôle de deux provinces, la Cappadoce et la Galatie (l'actuelle Anatolie), avec autorité proprétoriale puis proconsulaire (imperium). Bien que la Galatie soit considérée comme un bon terrain de recrutement (région d'origine de la Legio XXII Deiotariana) et que la Cappadoce fournît quelques unités d'auxiliaires romains, l'essentiel des forces disponibles provenait de Syrie, dont la moitié de la garnison de quatre légions et leurs auxiliaires sont placés sous son commandement.
Initialement, les Romains espèrent résoudre la situation par des moyens diplomatiques : Corbulo et Ummidius Quadratus (en), le gouverneur de Syrie, envoient des ambassades à Vologèse, lui proposant d'envoyer quelques otages, comme le voulait la coutume. Vologèse, lui-même préoccupé par la révolte de son fils Vardanès, et forcé de retirer ses troupes d'Arménie, les constitue prisonniers.
Une période d'inactivité s'ensuit, bien que la question arménienne reste en suspens. Corbulo utilise ce répit pour restaurer la discipline et améliorer la préparation au combat de ses troupes qui vivaient depuis longtemps dans les garnisons tranquilles de l'Orient. D'après Tacite, Corbulo démobilise tous les légionnaires trop âgés ou affaiblis, maintient l'armée entière sous des tentes pendant l'hiver rude du plateau Anatolien pour les préparer à la neige d'Arménie, et fait respecter une discipline sévère, punissant de mort les déserteurs. Mais, il prend soin de rester présent au milieu des troupes et d'en partager la dure vie.
Cependant, Tiridate, appuyé par son frère, refuse de se rendre à Rome, et lance même des actions dans des opérations contre les Arméniens qu'il soupçonne de loyauté à Rome. La tension monte, et finalement, au début du printemps 58, la guerre éclate.

## Campagne arméno-parthe de Corbulon

### Offensive en Arménie

Royaume arménien en 150

Après un certain délai, il passe à l'offensive. Corbulo a positionné un grand nombre de ses auxiliaires dans une ligne de forts proche de la frontière arménienne sous le commandement d'un primus pilus expérimenté, Paccius Orfitus. Désobéissant aux ordres de Corbulo, il utilise certains éléments de la cavalerie auxiliaire alae récemment arrivés pour lancer un raid contre les Arméniens, qui semblaient non préparés. Son raid est un échec, et les troupes en retraite sèment la panique dans les autres garnisons. Ce n'est pas un début heureux pour la campagne, et Corbulo punit sévèrement les survivants et leurs commandants.
En dépit de ce démarrage funeste, Corbulo est désormais prêt, ayant entraîné son armée pendant deux ans. Il a trois légions à disposition, les III Gallica et VI Ferrata de Syrie et la IV Scythica, leurs auxiliaires et les contingents alliés des rois orientaux comme Aristobule d'Arménie Mineure et Polémon II du Pont. La situation est encore plus favorable pour les Romains : Vologèse, faisant face à une grave révolte des Hyrcaniens dans la région de la Mer Caspienne ainsi que les incursions des nomades Dahae et Sacae d'Asie centrale, est incapable de venir en aide à son frère.
La guerre jusqu'alors a simplement donné lieu à des escarmouches le long de la frontière. Corbulo essaie de protéger les implantations arméniennes pro-romaines de toute agression, et en retour, lance des représailles sur les alliés des Parthes. Comme Tiridate évite toute confrontation directe, Corbulo divise ses forces, afin d'attaquer simultanément plusieurs places, et ordonne à ses alliés, les rois Antioche IV de Commagène et Pharsman Ier d'Ibérie, l'actuelle Géorgie, de lancer des attaques sur l'Arménie à partir de leurs propres territoires. En plus, une alliance est conclue avec les Moschoi, une tribu vivant dans l'Arménie orientale.
Tiridate réagit en envoyant des émissaires pour demander les raisons de cette attaque alors que des otages sont échangés. Corbulo renouvelle son exigence que Tiridate sollicite la reconnaissance de sa couronne auprès de l'empereur. Finalement, les deux camps s'accordent sur une rencontre. Tous deux étaient supposés s'y rendre avec seulement 1 000 hommes, mais Corbulo, ne se fiant pas à Tiridate, décide de prendre avec lui non seulement la IV Ferrata, mais aussi la moitié de la III Gallica. Tiridate se rend au lieu convenu, mais apercevant les Romains en ordre de bataille, et lui aussi méfiant, ne s'approche pas et s'enfuit pendant la nuit. Il lance des raids sur les équipements de l'armée qui parviennent de Trapezus sur la mer Noire, mais sans effet car les Romains ont barré les routes de montagnes avec des fortins.

### La chute d'Artaxate

La campagne de Cnaeus Domitius Corbulo en 58-60.

Corbulo est convaincu de s'en prendre directement aux places fortes de Tiridate. Ce n'est pas seulement fondamental pour le contrôle des environs et afin de fournir des ressources financières et des soldats, mais en plus, une telle menace conduirait Tiridate à risquer une bataille rangée, car « un roi ne défendant pas les territoires qui lui sont loyaux [...] perdrait tout prestige ». Corbulo et ses subordonnés réussissent à prendre par surprise trois de ses forts, dont Volandum, « le plus puissant de tous dans la province », en moins d'un jour au prix de pertes légères, massacrant leurs garnisons. Terrifiés par cette réussite, plusieurs villes et villages se rendent.
Tiridate est contraint d'affronter les Romains avec son armée, quand ils s'approchent de la capitale Artaxate. La colonne romaine, renforcée par un vexillation de la X Fretensis, marche en « carré », supportée par les cavaliers et les archers auxiliaires. Les Romains avancent sous l'ordre strict de ne pas rompre la formation, et malgré des attaques répétées et retraites feintes des archers parthes à cheval, ils tiennent jusqu'à la tombée de la nuit. Pendant la nuit, Tiridate retire son armée, abandonnant sa capitale. Ses habitants se rendent sans délai et peuvent s'enfuir sans mal, mais la ville est incendiée, les Romains ne pouvant laisser une garnison.

### La chute de Tigranocerte
En 59, les Romains marchent en direction de Tigranocerte, la seconde capitale de l'Arménie. L'armée souffre du manque de provisions, particulièrement d'eau, dans les terres arides du nord de la Mésopotamie, jusqu'à ce qu'ils atteignent une zone plus hospitalière près de Tigranocerte. Au même moment, un complot pour assassiner Corbulon est découvert, dans lequel des notables arméniens ralliés sont impliqués. Frontin décrit l'épisode dans ses Stratagèmes : quand les Romains arrivent à Tigranocerte, ils lancent la tête tranchée de l'un des conspirateurs au-dessus des murailles. Par hasard, elle tombe au milieu de l'assemblée des notables de la ville qui décident une reddition immédiate, sauvant ainsi leur ville. Peu après, une tentative de l'armée parthe, commandée par Vologèse, de pénétrer en Arménie est bloquée par les auxiliaires, sous le commandement de Verulanus Severus.
Les Romains contrôlent maintenant l'Arménie, et ils installent son nouveau roi, Tigrane VI, petit-fils d'Hérode le Grand et dernier descendant des rois de Cappadoce. Des parties de la province sont aussi cédées à des vassaux romains. Corbulon laisse 1 000 légionnaires, trois cohortes d'auxiliaires et deux alae de cavaliers (environ 3 à 4 000 hommes) pour soutenir le nouveau monarque, et rentre avec le reste de l'armée en Syrie, dont il a reçu le governorat (en 60) en récompense de ses succès.

## La contre-attaque des Parthes

Opérations pendant les dernières années de la guerre : les raids de Tigrane en territoire parthe ont provoqué une contre-attaque des Parthes, qui a abouti à la capitulation de l'armée de Caesennius Paetus à la suite de la défaite à Rhandeia.

Les Romains sont conscients que leur victoire est fragile. Malgré sa réticence à s'attaquer à Rome, Vologèse est forcé d'agir quand en 61, Tigrane envahit l'Adiabène, un royaume théoriquement vassal de l'Arménie, mais en fait largement indépendant. Il prépare son armée pour chasser Tigrane.
En réponse, Corbulo renvoie les légions IV Scythica et XII Fulminata en Arménie, pendant qu'il dispose ses trois autres légions (III Gallica, VI Ferrata and XV Apollinaris) pour fortifier la ligne des rives de l'Euphrate, craignant que les Parthes puissent envahir la Syrie. Au même moment, il implore Néron de nommer un légat pour la Cappadoce, avec la responsabilité de conduire la guerre en Arménie.
Le siège de Tigranocerte lancé par le contingent d'Adiabène échoue. Corbulo adresse un plénipotentiaire à Vologèse, au même moment les Romains quittent l'Arménie suscitant d'après Tacite des suspicions sur les motifs réels de Corbulo Il est convenu que les deux parties – les troupes romaines et parthes – doivent évacuer l'Arménie, que Tigrane doit être détrôné et le statut de Tiridate reconnu. Mais le gouvernement de Rome refuse ces arrangements. Aussi la guerre reprend au printemps 62.
Le légat pour la Cappadoce étant arrivé en la personne de Lucius Caesennius Paetus, le consul romain de l'année précédente (61), il reçoit l'ordre de régler la question en ramenant l'Arménie sous administration directe de Rome.
L'armée est divisée entre lui et Corbulo. Les IV Scythica et XII Fulminata, la V Macedonica nouvellement arrivée et les auxiliaires du Pont, de Galatie et de Cappadoce allant avec Paetus, pendant que Corbulo garde les III Gallica, VI Ferrata et X Fretensis. Du fait de leur compétition pour la gloire, les relations entre les deux commandants sont tendues dès le début. Il est évident que Corbulo a conservé les légions avec qui il avait passé les dernières années en campagne et a laissé à son collègue les unités les moins aguerries. Les forces romaines disponibles contre les Parthes sont considérables : les six légions seules comptaient près de 30 000 hommes. Le nombre exact et la disposition des unités d'auxiliaire n'est pas clair, mais il y a sept cavaleries alae et sept cohortes d'infanterie en Syrie uniquement, soit une force de 7 à 9 000 hommes.
Pendant ce temps, la protection de la Syrie réclame toute l'attention de Corbulo. Il crée une flottille de combat équipée avec des catapultes, construit un pont sur l'Euphrate lui permettant de prendre pied sur la rive parthe. Ils abandonnent aussi leurs visées sur la Syrie et se retournent vers l'Arménie.
En 62, Paetus subit une cuisante défaite à Rhandeia : il est encerclé avec ses deux légions. Corbulo, conscient du danger ne se met pas en route immédiatement au point d'être critiqué de le faire intentionnellement. Quand l'appel au secours arrive, il part avec la moitié de ses troupes syriennes et regroupe les troupes dispersées de Paetus. Mais il ne peut empêcher la capitulation de Paetus Le traité qu'il signe est humiliant pour Rome qui doit abandonner tout le territoire et ses troupes sont forcées de faire un triomphe à Vologèse.
Les deux forces romaines se rejoignent sur les rives de l'Euphrate, près de Melitene, au milieu des accusations réciproques. Corbulo refuse de relancer une campagne en Arménie expliquant qu'il n'en a pas le mandat et que l'armée est en trop mauvaise condition. Paetus retourne alors en Cappadoce.

## Le règlement de paix

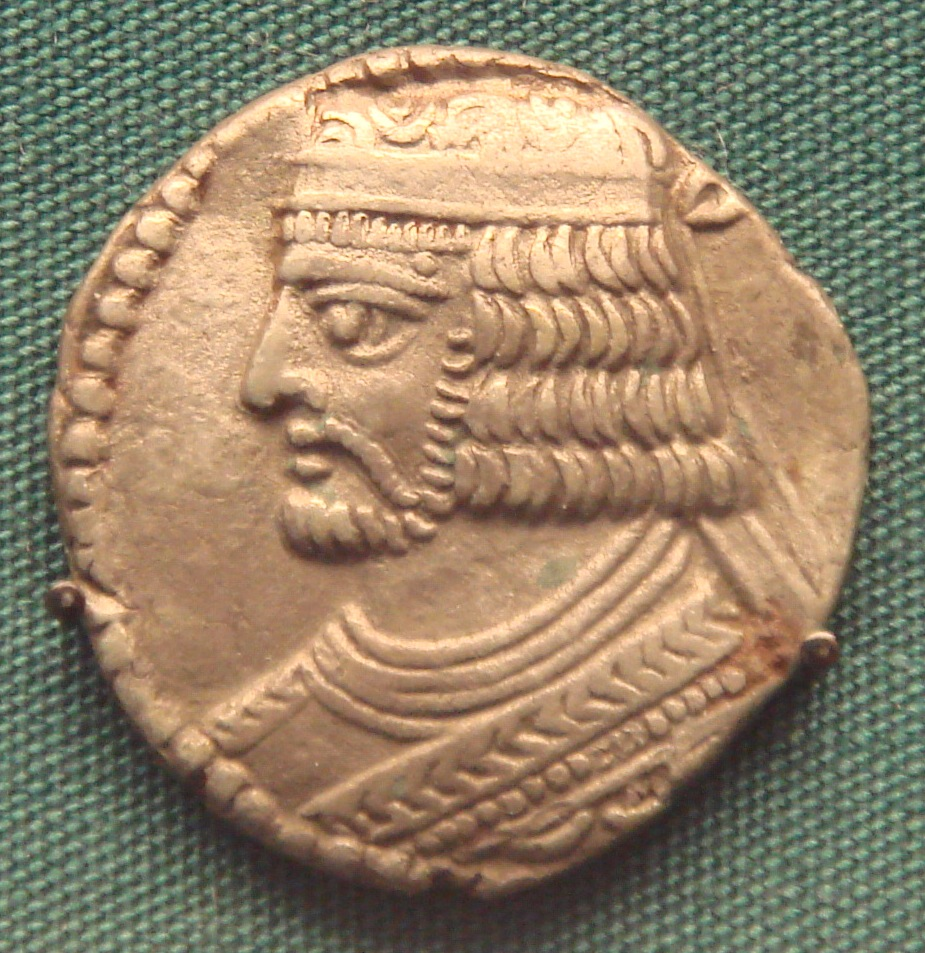
Pièce d'or de Vologèse Ier, roi de Parthie.

Rome, en fait, ne semble pas au courant des événements. Tacite note avec aigreur que par décret du Sénat « des trophées pour la guerre parthe et des arches [ont été] dressés sur le Capitole ». Quelles que soient les illusions des dirigeants romains, elles sont balayées par l'arrivée de la délégation parthe au printemps 63. Leurs requêtes ainsi que les déclarations de l'escorte romaine font comprendre à Néron et au Sénat ce que Paetus a caché dans ses rapports et le désastre réel.
Les Romains décident qu'il vaut mieux « accepter une guerre dangereuse qu'une paix humiliante » ; Paetus est rappelé et le commandement des troupes est alors à nouveau confié à Corbulo. Il prend la tête de la campagne d'Arménie, avec extraordinaire imperium qui le place au-dessus de tous les autres gouverneurs et clients en Orient. Son poste de gouverneur de Syrie est transmis à Gaius Cestius Gallus.
Corbulo réorganise ses forces, renvoyant les troupes défaites et humiliées de la IV Scythica et de la XII Fulminata en Syrie, laissant la X Fretensis en garnison en Cappadoce, et prenant la tête des légions de vétérans III Gallica et VI Ferrata à Melitene, où l'armée d'invasion doit se rassembler. Il y ajoute la V Macedonica, qui a hiverné au Pont sans être touchée par la défaite, et les troupes fraiches de la XV Apollinaris, ainsi qu'un grand nombre d'auxiliaires et contingents des clients. En 63, à la tête de cette armée puissante, il traverse l'Euphrate et suit la route ouverte cent ans auparavant par Lucullus mais les deux Arsacides, Tiridate et Vologèse refusent de livrer bataille et négocient la paix.
Ils se réunissent à Rhandeia et Vologèse dépose sa couronne aux pieds de la statue de l'empereur, promettant de ne pas la reprendre jusqu'à ce qu'il la reçoive des mains de Néron lui-même à Rome. Cependant, même si les deux armées quittent l'Arménie, elles restent de facto sous domination parthe.
Vologèse entretient ensuite de très bonnes relations avec Rome et propose même à Vespasien l’appui d’un corps de 40 000 cavaliers parthes lors de la guerre civile contre Vitellius.

### Ouvrages modernes
- H.D.H. Bivar, The Cambridge History of Iran, Cambridge University Press, 1968 (ISBN 0-521-20092-X), « The Political History of Iran under the Arsacids: Continuation of conflict with Rome over Armenia »
- (en) Kaveh Farrokh, Shadows in the Desert : Ancient Persia at War, Oxford/New York, Osprey Publishing, 2007, 320 p. (ISBN 978-1-84603-108-3 et 1-84603-108-7), « Parthia from Mark Antony to the Alan Invasions »
- (en) Adrian Goldsworthy, In the name of Rome : The men who won the Roman Empire, London, Phoenix, 2007, 416 p. (ISBN 978-0-7538-1789-6), « Imperial legate: Corbulo and Armenia »
- Maurice Sartre, The Middle East Under Rome, Harvard University Press, 2005, 665 p. (ISBN 978-0-674-01683-5, lire en ligne)
- (en) David Shotter, Nero (Second Edition), Londres et New York, Routledge, 2005, 117 p. (ISBN 0-415-31942-0)
- (en) Pat Southern, The Roman Army : A Social and Institutional History, Oxford, Oxford University Press, 2007, 383 p. (ISBN 978-0-19-532878-3, lire en ligne)
- (en) Everett L. Wheeler, A Companion to the Roman Army, Malden (MA), Blackwell Publishing Ltd., 2007, 574 p. (ISBN 978-1-4051-2153-8), « The Army and the Limes in the East »

### Sources antiques
- Tacite, Annales, XII-XV, début du IIe siècle.
- Dion Cassius, Histoire romaine, LXII, début du IIIe siècle.